# Edward Lewis
Edward Bok Lewis (Wilkes-Barre, 20 de maio de 1918 — Pasadena, 21 de julho de 2004) foi um geneticista estadunidense co-vencedor do prêmio Nobel de Fisiologia ou Medicina de 1995.

## Vida e carreira
Lewis nasceu em 1918, em Wilkes-Barre, Pensilvânia. Graduou-se na E. L. Meyers High School e recebeu seu bacharelato em bioestatística pela Universidade de Minnesota, em 1939. Guiado por Alfred Sturtevant, ingressou no Instituto de Tecnologia da Califórnia (Caltech) e lá recebeu o seu título de doutor em genética, em 1942.
Foi agraciado, junto com Eric Francis Wieschaus e Christiane Nüsslein-Volhard, com o Nobel de Fisiologia ou Medicina de 1995, por demonstrarem que todas as faculdades das células são formadas em última instância por seu fator hereditário, o que possibilitou entender o segredo do desenvolvimento embrional.
Como pesquisador do Caltech, em Pasadena, Califórnia, passou a vida pesquisando principalmente a genética da mosca-das-frutas e foi laureado por seus estudos sobre como os genes que regulam o desenvolvimento de regiões específicas do corpo.
Morreu aos 86 anos de idade em 21 de julho de 2004, vítima de câncer.